# Erich Caspar (Historiker)
Erich Caspar (* 14. November 1879 in Potsdam; † 22. Januar 1935 in Berlin) war ein deutscher Historiker und Diplomatiker.
Erich Caspar legte 1898 das Abitur ab. Zunächst studierte er je ein Semester Jura und Geschichte an der Universität Heidelberg, ab 1899 durch Anregung von Max Lenz Geschichte in Bonn unter anderem bei Karl Hampe. Im Jahr 1900 kehrte er nach Berlin zurück. Dort wurde er 1902 bei Paul Scheffer-Boichorst promoviert mit einer Arbeit über Bistumsgründungen und Kirchenpolitik Rogers I. von Sizilien. Die Arbeit wurde nach dem Tod Scheffer-Boichorsts von Michael Tangl betreut. Sein Buch über Roger II., das heute noch wegen seines Regestenanhangs zu den Standardwerken zählt, erschien 1904. Für Paul Fridolin Kehr und dessen Italia Pontificia bereiste er süditalienische Archive und ging für das Papsturkundenunternehmen zu Kehr nach Göttingen. In Göttingen wurden die beiden letzten Bände der Italia Pontificia redigiert. 1907 erfolgte in Berlin seine Habilitation. Ab 1908 war er Privatdozent an der Friedrich-Wilhelms-Universität Berlin. Caspar war von 1909 bis 1920 Mitarbeiter der Monumenta Germaniae Historica in der Abteilung Epistolae, für die ihn Michael Tangl vorgeschlagen hatte. Ab 1914 war er außerordentlicher Professor in Berlin. 1920 übernahm er ein Ordinariat für Mittelalterliche Geschichte an der Universität Königsberg. 1928/29 wurde Caspar zum Rektor der Universität Königsberg gewählt. Seit 1929 lehrte er in Freiburg als Nachfolger des 1924 emeritierten Georg von Below und seit 1930 in Berlin.
Schwerpunkte seiner Forschung waren die Geschichte Süditaliens unter den Normannen und das Papsttum des Mittelalters. Besonders zu nennen sind seine Edition des Registers Gregors VII. und sein Hauptwerk Geschichte des Papsttums, das bis zur Mitte des 8. Jahrhunderts reicht. Im Jahr 1904 legte er eine grundlegende Monographie zu Roger II. vor. Während seiner Zeit in Königsberg veröffentlichte er zum Deutschordensstaat. 1928 widmete er seine Antrittsrede als Rektor diesem Thema.
Caspar war förderndes Mitglied der Historischen Kommission für ost- und westpreußische Landesforschung. Im Jahr 1935 nahm er sich aber das Leben, da er wegen seiner teilweise jüdischen Herkunft (Caspar war evangelisch) mit seiner Entlassung aus dem Staatsdienst rechnen musste.

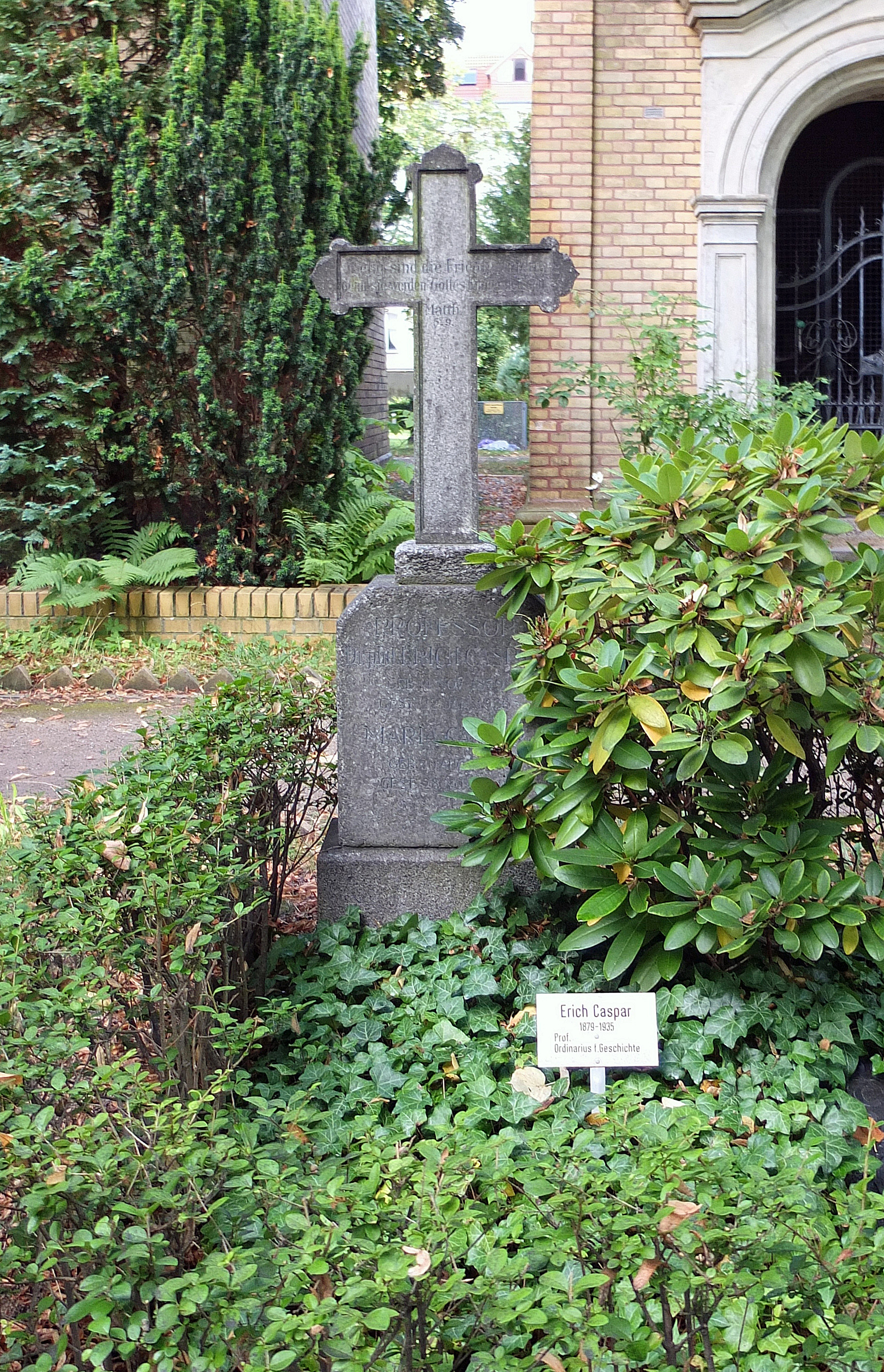
Grabstätte auf dem Alten St.-Matthäus-Kirchhof Berlin

Sein Grab auf dem Alten St.-Matthäus-Kirchhof Berlin war bis zum Jahr 2009 als Ehrengrab der Stadt Berlin gewidmet.

## Schriften (Auswahl)
- Die Gründungsurkunden der sicilischen Bistümer und die Kirchenpolitik Graf Rogers I. (1082–1098). Wagner, Innsbruck 1902 (zugleich: Phil. Diss. Universität Berlin, 1902).
- Roger II. (1101–1154) und die Gründung der normannisch-sicilischen Monarchie. Wagner, Innsbruck 1904 (Nachdruck 1963; italienische Übersetzung: Laterza, Bari 1999. Enthält als Exkurs auch die Dissertation). Digitalisat der Ausgabe 1904 im Internet Archive.
- Die Legatengewalt der Normannisch-Sicilischen Herrscher im 12. Jahrhundert. In: Quellen und Forschungen aus italienischen Archiven und Bibliotheken 7 (1904), S. 189–219.
- Die Chronik von Tres Tabernae in Calabrien. In: Quellen und Forschungen aus italienischen Archiven und Bibliotheken 10 (1907), S. 1–56.
- Petrus Diaconus und die Monte Cassinenser Fälschungen. Ein Beitrag zur Geschichte des italienischen Geisteslebens im Mittelalter. Springer, Berlin 1909.
- Studien zum Register Gregors VII. In: Neues Archiv der Gesellschaft für ältere deutsche Geschichtskunde 38 (1913), S. 143–226.
- Das Register Gregors VII. = Gregorii VII. registrum. Weidmann, Berlin 1920–1923 (= Monumenta Germaniae Historica. Epistolae. Bd. 4, Epistolae selectae. Bd. 2).
- Hermann von Salza und die Gründung des Deutschordensstaats in Preußen. Mohr, Tübingen 1924.
- Die älteste römische Bischofsliste. Kritische Studien zum Formproblem des Eusebianischen Kanons sowie zur Geschichte der ältesten Bischofslisten und ihrer Entstehung aus apostolischen Sukzessionsreihen. Deutsche Verlags-Gesellschaft für Politik und Geschichte, Berlin 1926 (= Schriften der Königsberger Gelehrten Gesellschaft. Geisteswissenschaftliche Klasse, Jg. 2,4).
- Geschichte des Papsttums. Von den Anfängen bis zur Höhe der Weltherrschaft. 2 Bände. Mohr, Tübingen 1930–1933.